# Gerald Sibon
‎
Gerald Sibon, nizozemski nogometaš, * 19. april 1974, Emmen, Nizozemska.
Sibon je nekdanji nogometaš, ki je igral na položaju napadalca.